# Liste der Kulturdenkmäler in Oberhausen an der Appel
In der Liste der Kulturdenkmäler in Oberhausen an der Appel sind alle Kulturdenkmäler der rheinland-pfälzischen Ortsgemeinde Oberhausen an der Appel aufgeführt. Grundlage ist die Denkmalliste des Landes Rheinland-Pfalz (Stand: 27. November 2018).

## Denkmalzonen
| Bezeichnung           | Lage                         | Baujahr                 | Beschreibung                                                                  | Bild |
| --------------------- | ---------------------------- | ----------------------- | ----------------------------------------------------------------------------- | ---- |
| Denkmalzone Borngasse | Borngasse 1–6, Im Eck 3 Lage | 18. und 19. Jahrhundert | sechs landschaftstypische kleinbäuerliche Hofanlagen, 18. und 19. Jahrhundert | BW   |

## Einzeldenkmäler
| Bezeichnung    | Lage                                                       | Baujahr                    | Beschreibung | Bild            |
| -------------- | ---------------------------------------------------------- | -------------------------- | --- | --------------- |
| Hofanlage      | Borngasse 4 Lage                                           | Mitte des 18. Jahrhunderts | Hakenhof; Einfirsthaus, teilweise Fachwerk, Krüppelwalmdach, im Kern aus der Mitte des 18. Jahrhunderts oder älter, Umbau bezeichnet 1862; Scheunen- und Stalltrakt mit ehemaligem Kelterhaus, frühes 19. Jahrhundert, Spolien vom rheingräflichen Schloss in Gaugrehweiler; am Schuppen romanisches (?) Fenster | BW              |
| Kriegerdenkmal | Hauptstraße, bei Nr. 3 Lage                                | 1928                       | Kriegerdenkmal 1914/18, 1928 von Peter Arnold, Rockenhausen | BW              |
| Schulhaus      | Hauptstraße 10 Lage                                        | 1904/05                    | ehemaliges Schulhaus; neubarocker Sandsteinquaderbau mit Mansardwalmdach, bezeichnet 1904/05, Architekt Peter Arnold, Rockenhausen | Fotos hochladen |
| Hofanlage      | Hauptstraße 16 Lage                                        | um 1750                    | Hofanlage; repräsentatives spätbarockes Wohnhaus, abgewalmtes Mansarddach, um 1750; Wirtschaftsgebäude 19. Jahrhundert | BW              |
| Hofanlage      | Hauptstraße 18 Lage                                        | um 1750                    | Hofanlage; stattliches spätbarockes Wohnhaus, abgewalmtes Mansarddach, um 1750, Zwerchhäuser wohl aus der ersten Hälfte des 19. Jahrhunderts, Bruchsteinscheune 19. Jahrhundert; straßenbildprägend mit Hauptstraße 16                                                                                           | BW              |
| Sandsteinbruch | östlich des Ortes am Berg Platte; Flur Am Spitzerling Lage | 18. Jahrhundert            | Sandsteinbruch; unregelmäßige Stollensystem, eventuell aus dem 18. Jahrhundert | BW              |